# هیباکوشا

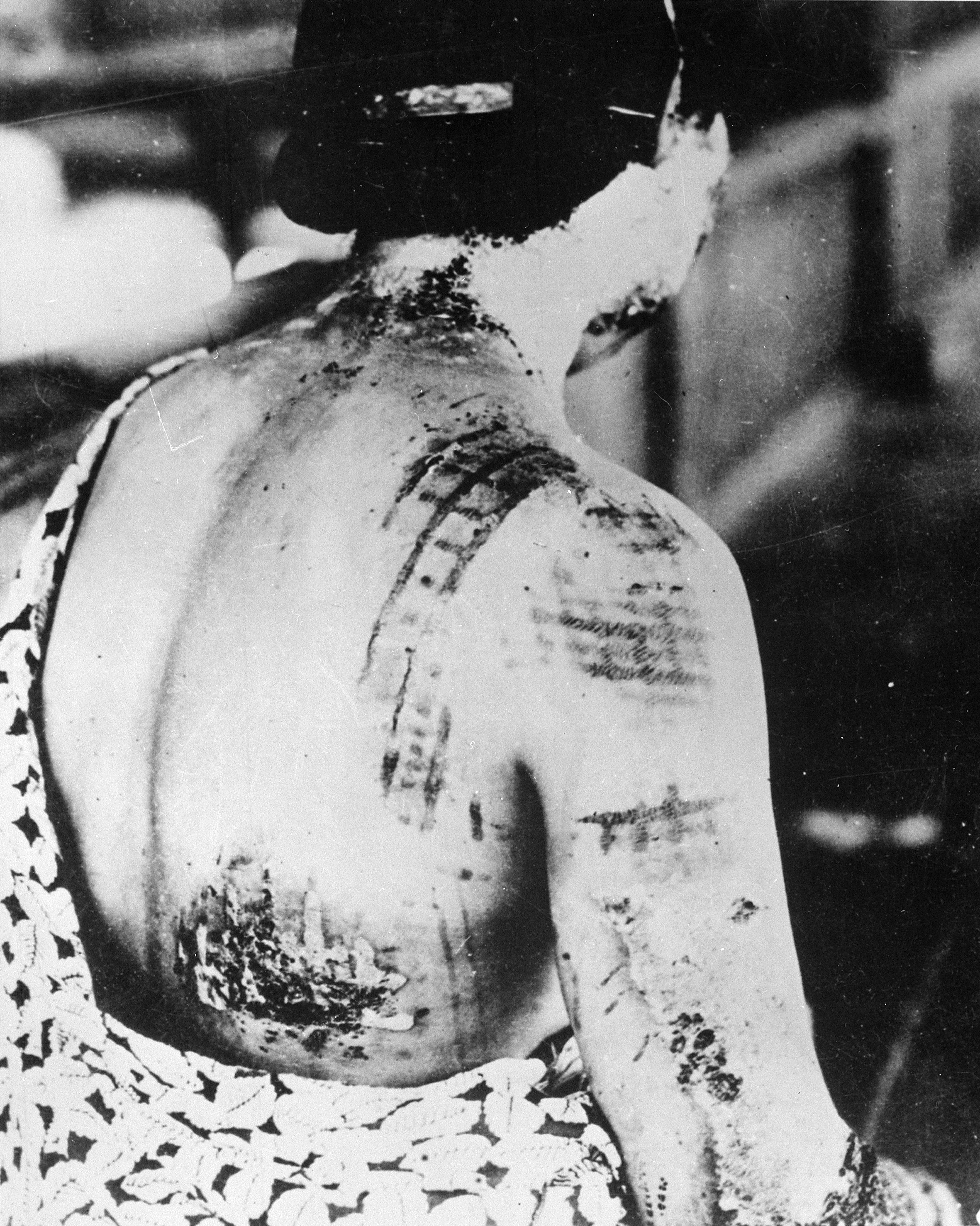
یک قربانی بمب اتمی در هیروشیما، که دچار سوختگی شدید شد؛ تمای پوست او پوشیده از «کیمونو» جامه ژاپنی است که در زمان بمباران به تن داشت.

هیباکوشا (انگلیسی: Hibakusha) کلمه ژاپنی است که برای قربانیان بازمانده از انفجار بمب اتمی در هیروشیما و ناگاساکی در سال ۱۹۴۵ به کار برده می‌شود. این کلمه به معنای «اثرات انفجار بر مردم» به افرادی که در معرض واپاشی هسته‌ای انفجار بمب قرار داشتند به کار می‌رود.

## منابع

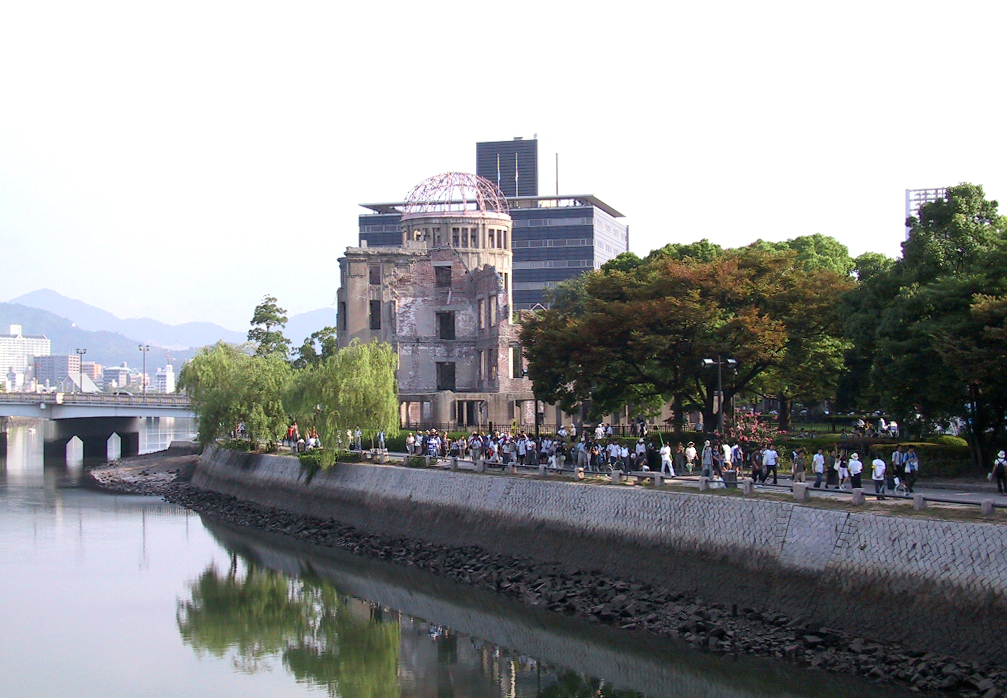
شهروندان هیروشیما با یادبود صلح هیروشیما، به نزدیکترین ساختمان در نقطه صفر زمین برای درامان ماندن از بمب اتمی دراین شهر، راه می‌روند.

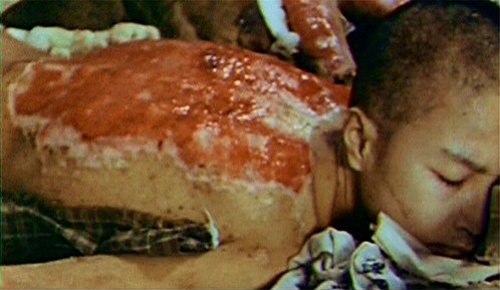
عکسی از ضایعات پشت سامیرتو تانیگوشی که در ژانویه ۱۹۴۶ توسط یک عکاس نیروی دریایی ایالات متحده گرفته شده‌است.

## انتقادات و بحث‌ها درباره کمیسیون آسیب‌های بمب اتمی (ABCC)
کمیسیون آسیب‌های بمب اتمی (ABCC، Atomic Bomb Casualty Commission، 1946–1975) اطلاعاتی درباره تأثیرات پزشکی بمب هسته‌ای بر هباكوشا جمع‌آوری کرد بدون اینکه هیچگونه مراقبت پزشکی، کمک‌های انسانی، یا جبران مالی برای مطالعاتی که می‌توانست یک روز کامل برای جمعیتی که از قبل فقیر بود طول بکشد، ارائه دهد. با اینکه این کمیسیون بخشی از مقامات اشغالگر نبود، به عنوان ابزاری برای جمع‌آوری اطلاعات برای ایالات متحده عمل کرد. در حالی که پزشکان ژاپنی و آمریکایی بر روی پروژه کار می‌کردند، ایالات متحده در نهایت مالک تمام داده‌های تحقیقاتی، مطالعات، عکس‌ها و نمونه‌ها (از جمله اعضای بدن که گاهی بدون رضایت خانواده برداشته می‌شد) شد که بسیاری از آن‌ها هنوز در ایالات متحده باقی مانده‌اند. اطلاعات جمع‌آوری‌شده توسط پزشکان در طول دوره اشغال اجازه انتشار یا به اشتراک‌گذاری در ژاپن را نداشت. این شامل گزارش‌های پزشکی و آتوپسی‌های هباكوشا می‌شد. اکثر گزارش‌ها در مورد پیامدهای انسانی بمب در ایالات متحده و ژاپن سرکوب شدند. از پروپاگاندای نیز برای رد کردن یافته‌های پزشکی، به ویژه در مورد اثرات تابش، در مطبوعات آمریکایی استفاده شد. در حالی که پزشکان ژاپنی بیماران را درمان می‌کردند و داده‌های مربوط به بیماران را جمع‌آوری می‌کردند و سوابقی ایجاد می‌کردند، این گزارش‌ها بعداً توسط ایالات متحده گرفته شد، از انتشار آن‌ها جلوگیری شد و در آرشیو ملی در مریلند دسترسی به آن‌ها هنوز دشوار است. برخی از نمونه‌های انسانی و مطالعات بالینی تا مه 1973 در ایالات متحده نگه‌داشته شدند، که موجب نگرانی خانواده‌های هباكوشا شد.
بسیاری از هباكوشا شهادت دادند که مجبور به برهنه ماندن برای ساعت‌ها در حالی که توسط ABCC عکاسی، فیلم‌برداری و مانند آزمایش‌های علمی مورد بررسی قرار می‌گرفتند، احساس تحقیر می‌کردند. آن‌ها مجبور به تحمل شرمندگی در نمایش طاسی شدید، ارائه نمونه‌های خون و انجام برداشت بافت بدون هیچ حمایتی بودند. قربانیان گزارش دادند که از ABCC مزاحمت‌های زیادی را تجربه کرده‌اند، که اغلب آن‌ها را برای معاینات فرا می‌خواند یا حتی بدون رضایت والدین (یا با وجود اعتراضات والدین) کودکان را از مدارس خارج می‌کرد. ساعت‌ها معاینه، بار دیگری برای هباكوشا ایجاد می‌کرد و آن‌ها را از یافتن شغل با دشواری مواجه می‌کرد، بدون اینکه هیچ جبران مالی یا حتی نوشیدنی‌ای برایشان فراهم شود، علیرغم فقر شدیدشان. ABCC همچنین تعداد زیادی آتوپسی، تا 500 مورد در سال، انجام داد و بافت‌ها و اعضای بدن را برداشت و اغلب بدون رضایت خانواده به ایالات متحده ارسال می‌کرد. این آتوپسی‌ها اغلب بلافاصله پس از مرگ انجام می‌شد و به درد و رنج خانواده‌ها افزوده می‌کرد. بازماندگان تحت آزار و اذیت مداوم قرار می‌گرفتند بدون هیچ نوع جبران خسارتی، و متوفیان، از جمله کودکان، مورد تشریح قرار می‌گرفتند.

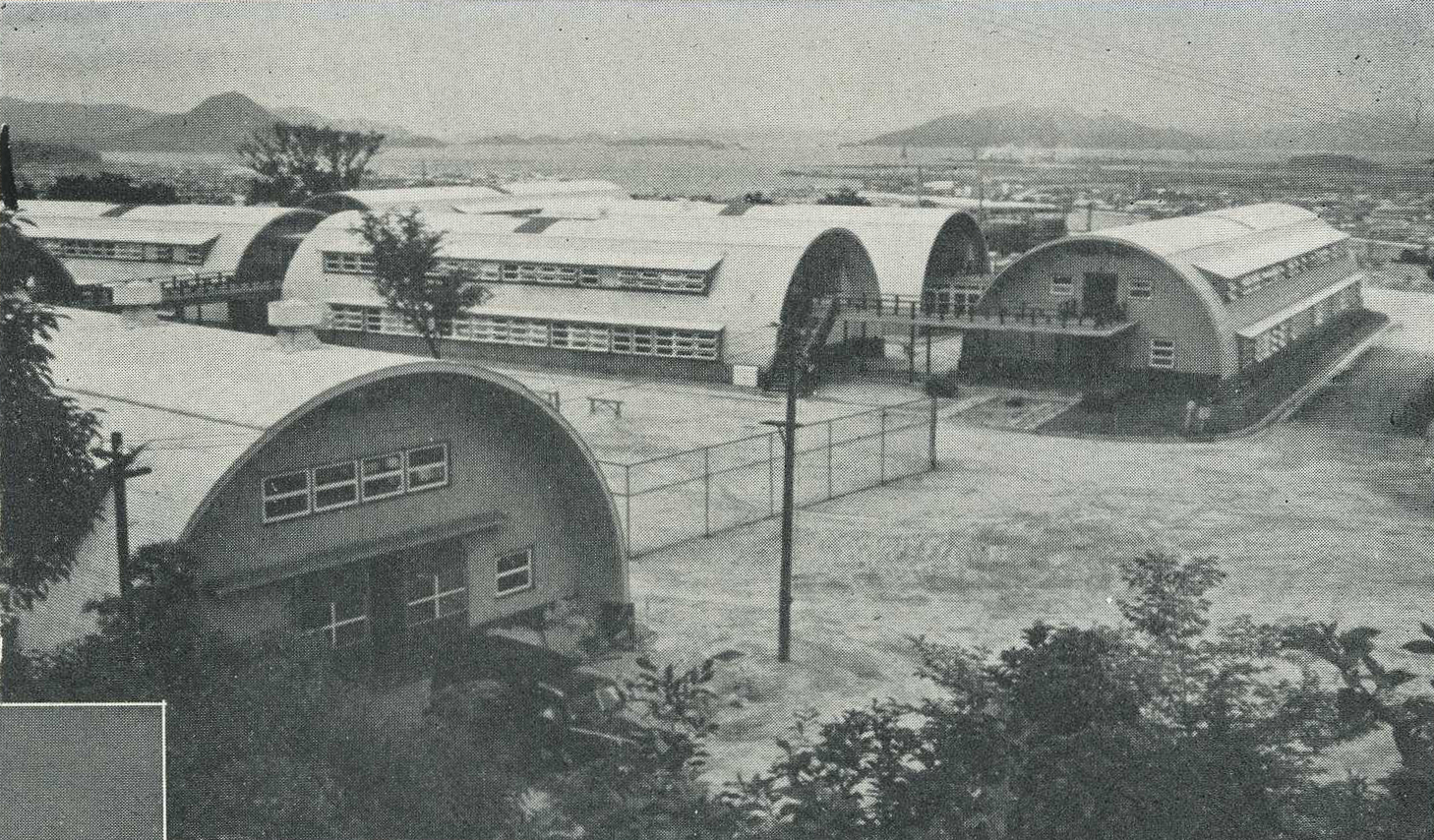
تاسیسات ABCC، 1955.

بیشتر زنان باردار بازمانده در زمان بمباران دچار سقط جنین شدند، در حالی که نوزادان بازمانده به دلیل تابش شدید پرتو در رحم از میکروسفالی، بیماری‌های قلبی، عقب‌ماندگی شدید ذهنی و تاخیرهای رشدی رنج می‌بردند. به زنان گفته شد که استرس و سوءتغذیه علت این مشکلات است و آن‌ها خود را مقصر می‌دانستند. به دلیل سانسور، آن‌ها تنها بعداً از دلایل واقعی این ناهنجاری‌ها آگاه شدند.
بدون داده‌های موجود، نمی‌توانستند نتیجه‌گیری کنند و این امر انتشار اطلاعات در مورد هباكوشا را ممنوع می‌کرد. به دلیل سانسور گزارش‌ها، هیچ فرد ژاپنی نمی‌توانست از پیامدهای تابش پرتوها آگاه شود و این مسئله منجر به مرگ کسانی شد که در معرض تشعشع باقی مانده بودند. برای هباكوشای فوت‌شده، برداشت اعضای بدن بدون رضایت خانواده‌ها، خواسته‌های آن‌ها را نقض می‌کرد. برای بازماندگان، سوابق پزشکی‌شان که برای بازماندگان طولانی‌مدت برای اثبات وضعیت هباكوشا و دریافت کمک‌های پزشکی مناسب حیاتی بود، اغلب گم می‌شد. زمانی که گزارش‌های پزشکی قابل دسترسی شدند، برای بسیاری از هباكوشا دیگر خیلی دیر بود.
هنگامی که هباكوشا در نهایت از دولت ژاپن کمک پزشکی دریافت کردند، مجبور به ارائه مدارکی برای اثبات وضعیت خود بودند. از آنجا که بیش از 23,000 قطعه داده، از جمله گزارش‌های بالینی، بقایای انسانی و سایر مواد، تا مه 1973 به عنوان اسرار دولتی در ایالات متحده طبقه‌بندی شده بودند، بسیاری از هباكوشا در اثبات وضعیت خود دچار مشکل شدند.